# 国際連合朝鮮統一復興委員会
国際連合朝鮮統一復興委員会（こくさいれんごうちょうせんとういつふっこういいんかい　UNCURK,United Nations Commission for the Unification and Rehabilitation of Korea）は、1950年から1973年にかけて国際連合に設置されていた機関。朝鮮統一問題を扱う機関であり、朝鮮戦争中の1950年10月7日の国連総会決議により、国際連合朝鮮委員会(UNCOK, United Nations Commission on Korea)に代わるものとして設立された。
1972年の南北共同声明を受けて、1973年に廃止された。